# Bahri Drançolli
Bahri Drançolli, född 1940 i Peja i Kungariket Jugoslavien, död 14 februari i München i Tyskland, var en albansk konstnär.
Utexaminerades vid Akademin för tillämpad konst  i Belgrad i Serbien år 1973. Vidareutbildades i Tyskland. På 1970-talet ställde han ut sina konstverk i diasporan.